# Solfara Grotticelli
La solfara Groticelli o miniera Groticelli  è una miniera di zolfo sita in provincia di Agrigento a nord-est di Cianciana.
La solfatara era già attiva nel 1839, oggi è abbandonata.